# The Elder Scrolls: Legends
The Elder Scrolls: Legends é um jogo eletrônico de cartas colecionáveis desenvolvido pela Dire Wolf Digital e publicado pela Bethesda Softworks para Android, iOS, OS Xe Microsoft Windows.

## Jogabilidade
The Elder Scrolls: Legends é um jogo de cartas colecionáveis que gira em torno de partidas por turnos entre dois adversários. As cartas são baseadas em criaturas, personagens e no enredo encontrados na série de jogos The Elder Scrolls. No início de cada batalha, cada jogador começa com três cartas e uma magicka, que é usada para ativar cartas. Para compensar a vantagem de primeiro turno, o segundo jogador começa com uma poção que pode ser ativada para ganhar magicka adicional três vezes durante o jogo. Sem o uso de cartas especializadas, a magicka de um jogador só pode chegar ao máximo de 12 em um jogo.
Ao ativar cartas, o jogador pode colocá-las em um de dois lados, chamados de lanes. Lanes podem ter habilidades especiais que alteram os campos de batalha. No modo padrão de jogo, apenas os lanes de campo básico e de sombra podem ser encontrados, mas, em outros modos de jogo, vários lanes especiais podem ser encontrados. Quando a saúde de um jogador (ou IA oponente) chegar a um múltiplo de cinco abaixo de 30, uma de suas runas vai se quebrar. Quando isso ocorre, o jogador imediatamente puxa uma carta, com a possibilidade de usá-la instantaneamente. O jogo consiste em três modos de jogo, que podem ser subdivididos ainda mais. Os três modos são: Batalha, que pode ser dividido em rankeados, casual, ou modos de prática; Arena, que pode ser dividido em solo e versus; e História.
Cartas são divididas em três tipos: cartas de apoio, que fornecem benefícios contínuos; Cartas de Ações, efeitos que são instantaneamente ativados; e criaturas, que são o principal método de jogo em The Elder Scrolls: Legends.
Criaturas cada um tem um nível de potência, que determina o quanto de dano quando ataca; e uma classificação de saúde, que determina o quanto de dano podem ser tomadas. Certas cartas também têm palavras-chave ou habilidades.Sendo uma de suas melhores cartas o Dragão Odahviing

## Desenvolvimento e lançamento
The Elder Scrolls: Legends é desenvolvido pela Dire Wolf Digital. O jogo foi anunciado na conferência da Bethesda da Electronic Entertainment Expo 2015. Em abril de 2016, um beta fechado para Windows foi lançado. Em agosto de 2016, um open beta para Windows foi lançado. O jogo está previsto para lançamento como free-to-play em 2016 para Android, iOS, OS Xe Microsoft Windows.

## História
A história principal gira em torno do personagem do jogador e um elfo chamado Naarifin, que invadiu o coração do Império. O personagem do jogador, chamado de "O Herói Esquecido" tem que lutar contra diversos perigos ao longo do caminho para alcançar a White-Gold Tower, onde Naarifin planeja liberar criaturas semelhantes a demônios chamadas Daedra. Ao longo do caminho, o jogador faz várias opções para determinar como a história termina e as cartas que eles ganham como recompensa.